# Horacio Aníbal Zalazar
Horacio Aníbal Zalazar (Presidencia Roque Sáenz Peña, 19 de noviembre de 1934) es un político argentino del Partido Justicialista, que se desempeñó como senador nacional por la provincia del Chaco entre 1995 y 2001, siendo elegido por la banca de la minoría.

## Biografía
Nació en 1934 Presidencia Roque Sáenz Peña (Chaco). Se desempeñó como comerciante en Resistencia. Ha integrado diversas asociaciones civiles de bien público y la comisión directiva del Club Atlético Chaco For Ever.
Se afilió al Partido Justicialista (PJ) a los 18 años de edad, participando en la Juventud Peronista. Fue delegado gremial en una firma de bodegas en los años 1950. Desde 1983 ocupó diversos cargos partidarios, siendo secretario de Finanzas del PJ del Chaco, convencional provincial y nacional. Entre 1983 y 1987 presidió la agencia provincial de lotería y desde 1988 fue vicepresidente del Banco de la Provincia del Chaco. En ese período también fue brevemente presidente de la Asociación de Loterías Estatales de Argentina.
En las elecciones al Senado de 1995, fue elegido senador nacional por la provincia del Chaco, para la tercera banca de la minoría instaurada tras la reforma constitucional del año anterior. Su mandato finalizó en diciembre de 2001.
Fue presidente de la comisión de Acuerdos y vicepresidente de la comisión de Apoyo a las Obras del Río Bermejo. Además, integró como vocal las comisiones de Economía; de Asuntos Administrativos y Municipales; de Ecología y Desarrollo Humano; de Estudio del Régimen de Coparticipación Federal Impositiva; de Seguridad Interior; de Defensa Nacional; y de Relaciones Internacionales Parlamentarias.